# 23-я танковая дивизия (СССР)

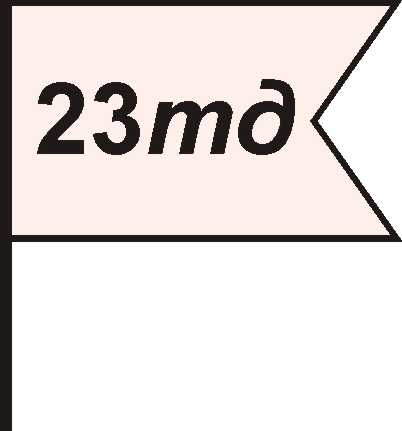
Советский условный знак для обозначения в документах 23 тд.

23-я танковая дивизия — воинское соединение (танковая дивизия) Вооружённых Сил СССР в Великой Отечественной войне.

## История дивизии
Дивизия сформировалась в Либаве с февраля 1941 года. Управление в основном было сформировано на базе управления 22-й легкотанковой и 8-й мотострелковой бригад и части личного состава управления 4-я легкотанковой бригады. 22-я легкотанковая бригада послужила основой для формирования танковых полков. Мотострелковый полк сформирован из пулемётных и стрелково-пулемётного батальонов 8-й мотострелковой бригады, артиллерийский полк — на базе 572-го артиллерийского полка 8-й моторизованной пулемётно-артиллерийской бригады.
В составе действующей армии во время ВОВ с 22 июня 1941 года по 16 августа 1941 года.
На 22 июня 1941 года дислоцировалась в Либаве, имея в своём составе 350 Т-26, 17 танков «Виккерс», 2 танкетки, 9 огнемётных танков, 3 тягача Т-26, 5 БА-10, 15 БА-20
С 19 июня 1941 года скрытно передислоцируется из Либавы и сосредоточилась к 22 июня 1941 года севернее Тельшяя в районе Куртувены. К полудню 22 июня 1941 года дивизией был получен приказ об оперативном подчинении 10-му стрелковому корпусу и немедленном наступлении в направлении Плунге, Куляй с целью восстановления положения 204-го стрелкового полка 10-й стрелковой дивизии. После завершения задания дивизии надлежало собраться в районе Твярай, Упинас.
Дивизия из района Тиркшияй, Седа направилась к Плунге, где передовыми подразделениями вступила в бой. Однако, присутствие в том месте дивизии оказалось не совсем нужным, поскольку части 10-й стрелковой дивизии самостоятельно смогли в той или иной мере восстановить положение. На 23 июня 1941 года дивизией был получен приказ двигаться на Твярай, откуда в 4-00 нанести удар во фланг частям 41-го моторизованного корпуса. Однако, по-видимому, дивизия завязла в боях возле Плунге и потребовалось время, чтобы выйти из боя, таким образом дивизия только начала марш около 13-00. На переходе колонна дивизии попала под удар 61-й пехотной дивизии, тылы, находящиеся в хвосте колонны были окружены, так что части 46-го танкового полка были развёрнуты и нанесли удар по немецким частям, тем самым вызволив свои части, но потеряв время. Вечером 23 июня 1941 года дивизия подошла к Лаукуве и оттуда в 22-00 нанесла удар по немецким частям, обратив их в бегство и некоторое время преследовав силами 45-го танкового полка, при этом потеряв 13 танков плюс потеряв 13 танков на марше.
На 24 июня 1941 года дивизия отошла в район севернее Варняй. 25 июня 1941 года дивизия сначала по приказу командующего армии, полученного через командира 10-го стрелкового корпуса начала отход, но затем была вынуждена вернуться по запоздавшему приказу командира 12-го механизированного корпуса. Участвовала в контрударе по вражеским войскам, понесла тяжёлые потери, так, только 46-й танковый полк потерял около 60 % танков.
26 июня 1941 года дивизия отходит, прикрывая также отходившие на рубеж реки Варна войска 10-го стрелкового корпуса. 27 июня 1941 года получила приказ о немедленном отводе сил дивизии в Ригу, переправилась через Даугаву и к 29 июня 1941 года частью сил сосредоточилась в Эргли, оставив часть танков в распоряжении 10-го стрелкового корпуса, и имея в составе только 30 танков. Затем дивизия отступала к Острову, поучаствовав одной ротой 45-го танкового полка в боях за Даугавпилс.
На 4 июля 1941 года дивизия имела в своём составе 10 танков и 150 человек, находилась на шоссе Остров-Псков и 5 июля 1941 года должна была быть по приказу выведена их боёв, однако 7 июля 1941 года немецкие части опрокинули советские войска, и устремились к переправам на реке Череха. Остатки дивизии были задержаны и вместе с 3-м мотострелковым полк 3-й танковой дивизии и стрелковым батальоном. 118-й стрелковой дивизии поставлены на оборону переправ. Вечером 7 июля 1941 года танки дивизии вступили в бой с танками 1-й танковой дивизии. Утром 8 июля 1941 года немецкие части переправились через реку и вышли на южные окраины Пскова, куда отступили остатки дивизии и в этот же день дивизия через северные окраины вышла из города. В дивизии оставалось всего два исправных танка (кроме этого 56 повреждённых и требующих ремонта). 144 танка было потеряно от огня противника, 122 — по техническим причинам, 9 — передано другим частям.
16 августа 1941 года дивизия расформирована. На основе танковых полков дивизии 25 августа 1941 года был сформирован 112-й «А» отдельный танковый батальон

## Полное наименование
23-я танковая дивизия

## В составе
| Дата                 | Фронт (округ)         | Армия     | Корпус (группа)              | Примечания |
| -------------------- | --------------------- | --------- | ---------------------------- | ---------- |
| 22 июня 1941 года    | Северо-Западный фронт | 8-я армия | 12-й механизированный корпус | —          |
| 01 июля 1941 года    | Северо-Западный фронт | 8-я армия | 12-й механизированный корпус | —          |
| 10 июля 1941 года    | Северо-Западный фронт | 8-я армия | 12-й механизированный корпус | —          |
| 01 августа 1941 года | Северный фронт        | 8-я армия | 12-й механизированный корпус | —          |

## Состав
- управление
- 45-й танковый полк
- 144-й танковый полк
- 23-й мотострелковый полк
- 23-й гаубичный артиллерийский полк
- 23-й разведывательный батальон
- 23-й отдельный зенитный артиллерийский дивизион
- 23-й отдельный батальон связи
- 23-й автотранспортный батальон
- 23-й ремонтно-восстановительный батальон
- 23-й понтонно-мостовой батальон
- 23-й медицинско-санитарный батальон
- 23-я рота регулирования
- 23-й полевой автохлебозавод
- 365-я полевая почтовая станция
- 320-я полевая касса Госбанка

## Командиры
- полковник Орленко, Тимофей Семёнович (март — август 1941 года)